# Alfred Francis Hely
Alfred Francis Hely, britanski general, * 2. avgust 1902, † 24. junij 1990.